# 科洛拉多斯動植物保護區
科洛拉多斯動植物保護區（西班牙語：Santuario de fauna y flora Los Colorados），是哥倫比亞的自然保護區，位於該國北部玻利瓦省，成立於1977年，面積10平方公里，每年平均降雨量1,500毫米。